# Masksula
Masksula (Sula dactylatra) är en huvudsakligen svartvit fågel i familjen sulor inom ordningen sulfåglar som förekommer i alla världshaven.

## Utseende
Masksulan är en relativt stor sula, den största i släktet Sula, 81–92 centimeter lång. Den adulta fågeln är huvudsakligen vit med svart mask, svarta arm- och vingpennor samt svart stjärt. Ungfågeln har brunt huvud, nacke och ovansida med vitt fjällmönster och vitt halsband. Undersidan är vit och i stora delar också de undre vingtäckarna.

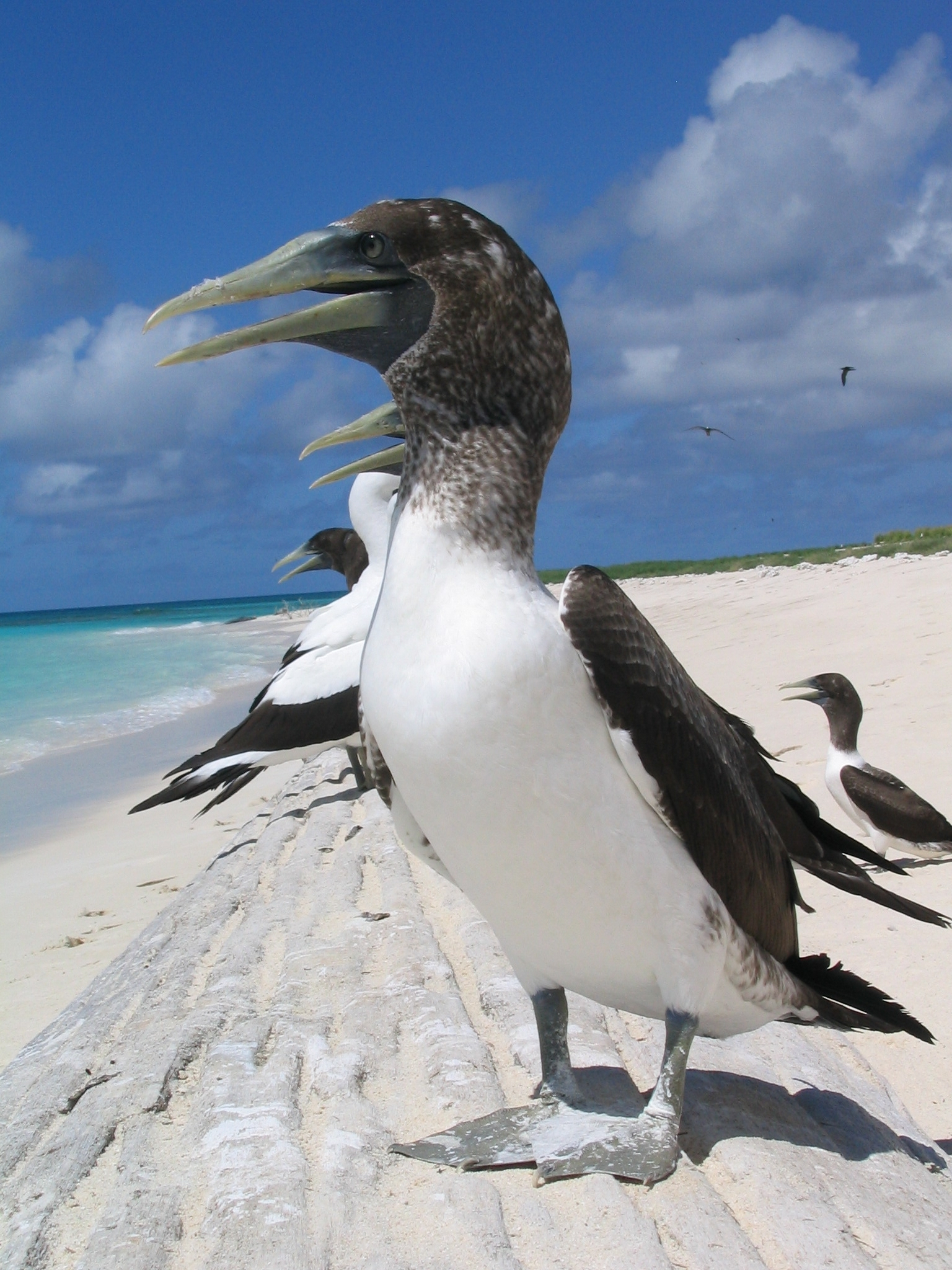
Ungfågel i Hawaiiöarna.
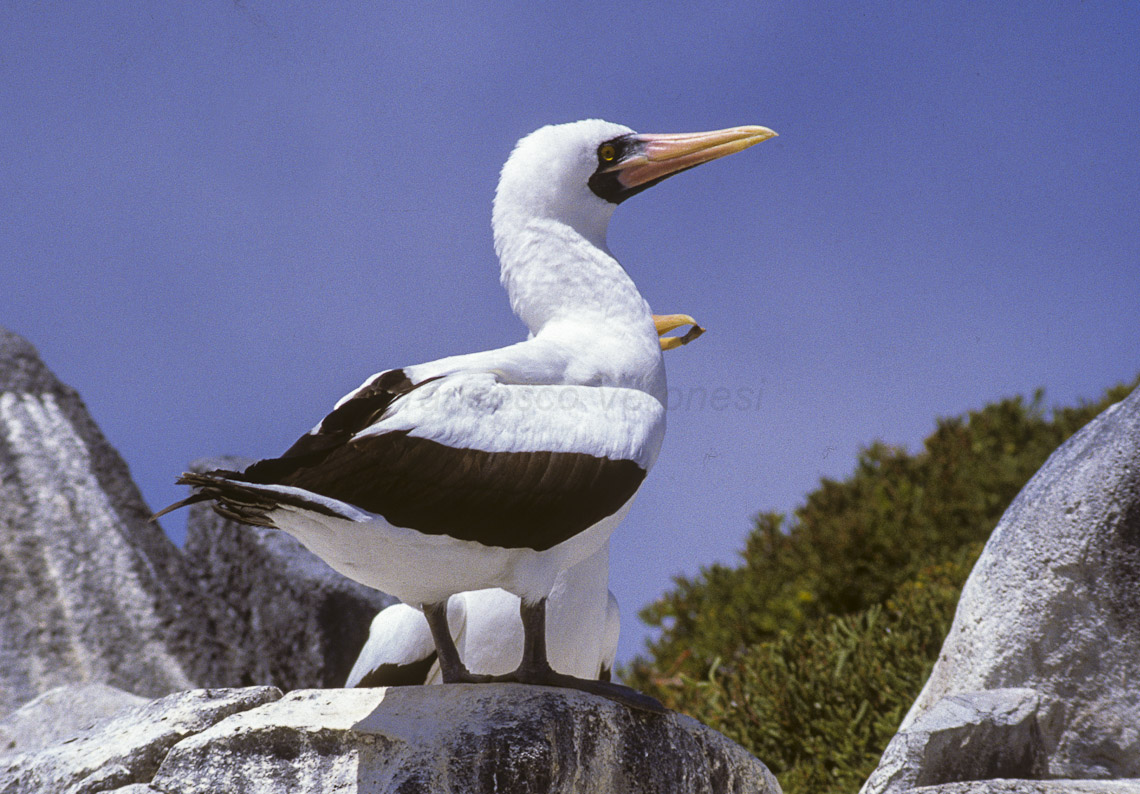
Adult i Galápagosöarna.
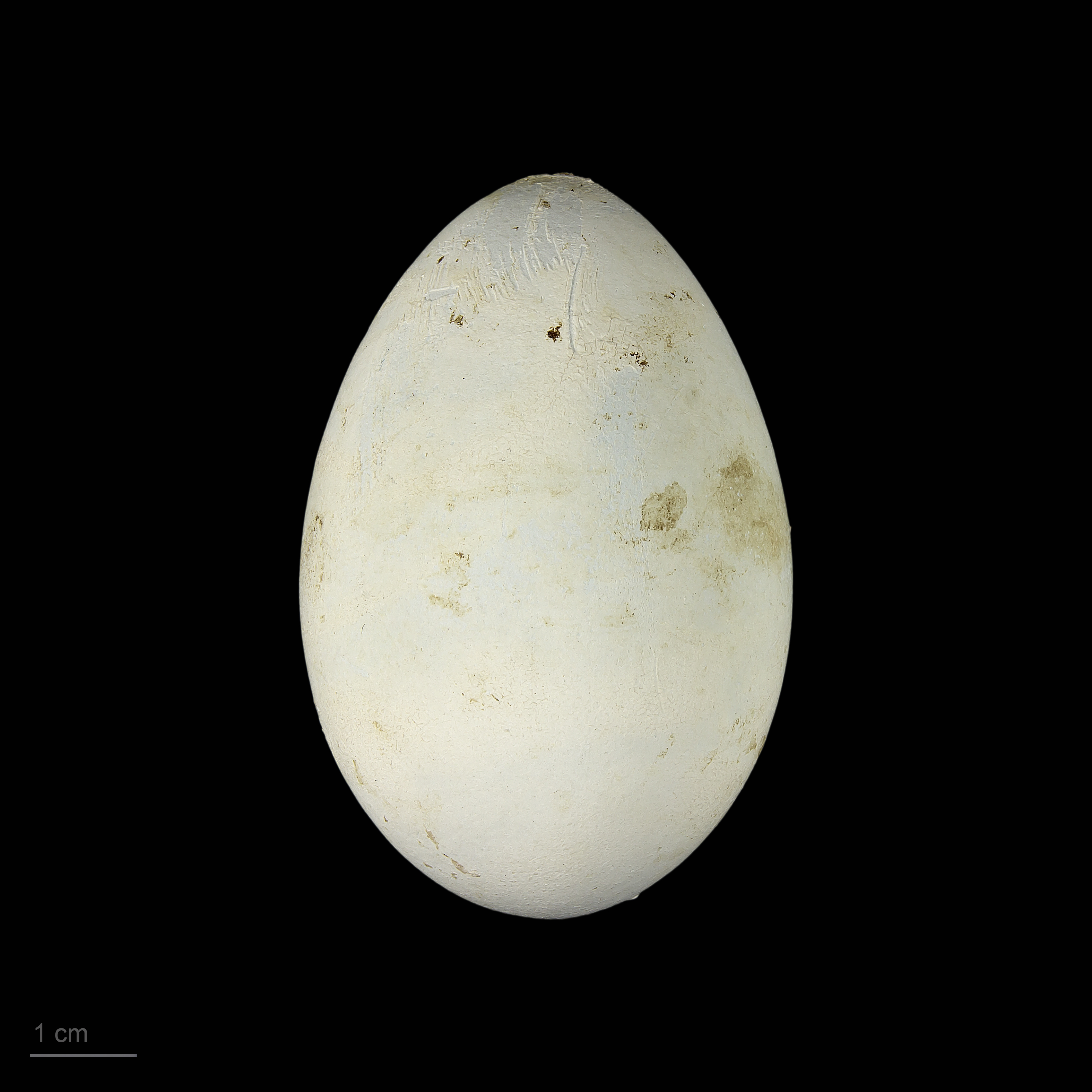
Museum specimen

## Utbredning och systematik
Masksula delas in i fyra underarter med följande utbredning:
- Sula dactylatra personata – förekommer från öarna i centrala och västra Stilla havet till öarna utanför västra Australien
- Sula dactylatra fullagari – förekommer på öar i norra Tasmanhavet
- Sula dactylatra dactylatra – förekommer och häckar på öar i Västindien och sydvästra Atlanten
- Sula dactylatra melanops – förekommer och häckar på öar i västra Indiska oceanen[5]

Den är en mycket sällsynt gäst i Europa med fynd i Spanien, Frankrike, Storbritannien samt i Azorerna.
Tidigare behandlades nazcasula (S. granti) som en underart till masksulan.

## Ekologi

### Föda
Masksulan är en marin och till och med pelagisk art som föredrar djupare vatten än andra sulor i släktet Sula. Den livnär sig av fisk, oftast större byten än andra sulor och framför allt flygfisk. Arten rör sig huvudsakligen en och en eller i små grupper. Den parasiteras ofta av fregattfåglar.

### Häckning
Masksulan häckar på klippiga ensliga öar i små eller medelstora kolonier, oftast på en sluttning eller klipphylla men ibland på platt mark och på sandöar. Honan lägger två ägg som ruvas i cirka 44 dagar, men endast en unge överlever alltid.

## Status och hot
Arten har ett stort utbredningsområde och en stor population, men tros minska i antal, dock inte tillräckligt kraftigt för att den ska betraktas som hotad. IUCN kategoriserar därför arten som livskraftig (LC). Världspopulationen har inte uppskattats, men den beskrivs som ganska vanlig.